# Ihtiman
Ihtiman là một thị trấn thuộc tỉnh Sofia, Bungaria. Dân số thời điểm năm 2011 là 13074 người.

## Dân số
Dân số trong giai đoạn 2004-2011 được ghi nhận như sau:
| Năm | 2004  | 2005  | 2006  | 2007  | 2008  | 2009  | 2010  | 2011  |
| --- | ----- | ----- | ----- | ----- | ----- | ----- | ----- | ----- |
| Dân số | 13495 | 13489 | 13458 | 13375 | 13322 | 13360 | 13297 | 13074 |
| From the year 1962 on: No double counting—residents of multiple communes (e.g. students and military personnel) are counted only once. |       |       |       |       |       |       |       |       |